# Клиновое (Кировоградская область)
Клино́вое (укр. Клинове) — село в Голованевской поселковой общине Голованевского района Кировоградской области Украины.
Население по переписи 2001 года составляло 943 человека. Почтовый индекс — 26525. Телефонный код — 5252. Занимает площадь 3,922 км². Код КОАТУУ — 3521482801.